# Campeonato Mundial de Halterofilismo de 2022 - Até 73 kg masculino
A categoria até 73 kg masculino foi um evento do Campeonato Mundial de Halterofilismo de 2022, disputado em Bogotá, na Colômbia, no dia 9 de dezembro de 2022.

## Calendário
Horário local (UTC-5)
| Dia           | Horário | Fase    |
| ------------- | ------- | ------- |
| 9 de dezembro | 11:30   | Grupo C |
| 9 de dezembro | 14:00   | Grupo B |
| 9 de dezembro | 19:00   | Grupo A |

## Medalhistas
| Evento    | Ouro                        | Ouro   | Prata                  | Prata  | Bronze               | Bronze |
| --------- | --------------------------- | ------ | ---------------------- | ------ | -------------------- | ------ |
| Arranque  | Rizki Juniansyah (INA)      | 155 kg | Bozhidar Andreev (BUL) | 154 kg | Alexey Churkin (KAZ) | 153 kg |
| Arremesso | Rahmat Erwin Abdullah (INA) | 200 kg | Rizki Juniansyah (INA) | 192 kg | Alexey Churkin (KAZ) | 190 kg |
| Total     | Rahmat Erwin Abdullah (INA) | 352 kg | Rizki Juniansyah (INA) | 347 kg | Alexey Churkin (KAZ) | 343 kg |

## Recordes
Antes desta competição, o recorde mundial da prova era o seguinte:
| Recorde         | Tipo      | Atleta            | Peso   | Local     | Data                   |
| Recorde Mundial | Arranque  | Shi Zhiyong (CHN) | 169 kg | Tasquente | 20 de abril de 2021    |
| Recorde Mundial | Arremesso | Shi Zhiyong (CHN) | 198 kg | Tianjin   | 10 de dezembro de 2019 |
| Recorde Mundial | Total     | Shi Zhiyong (CHN) | 364 kg | Tóquio    | 28 de julho de 2021    |

Os seguintes novos recordes foram estabelecidos durante esta competição.
| Arremesso | 200 kg | Rahmat Erwin Abdullah (INA) | Recorde mundial |

## Resultado
Os resultados foram os seguintes.
| Pos.              | Atleta                      | Grupo | Arranque (kg) | Arranque (kg) | Arranque (kg) | Arranque (kg)     | Arremesso (kg) | Arremesso (kg) | Arremesso (kg) | Arremesso (kg)    | Total |
| Pos.              | Atleta                      | Grupo | 1             | 2             | 3             | Resultado         | 1              | 2              | 3              | Resultado         | Total |
| ----------------- | --------------------------- | ----- | ------------- | ------------- | ------------- | ----------------- | -------------- | -------------- | -------------- | ----------------- | ----- |
| Medalha de ouro   | Rahmat Erwin Abdullah (INA) | B     | 152           | 157           | 157           | 4                 | 192            | 200            | 200            | Medalha de ouro   | 352   |
| Medalha de prata  | Rizki Juniansyah (INA)      | A     | 150           | 155           | 158           | Medalha de ouro   | 187            | 192            | 198            | Medalha de prata  | 347   |
| Medalha de bronze | Alexey Churkin (KAZ)        | B     | 145           | 150           | 153           | Medalha de bronze | 181            | 186            | 190            | Medalha de bronze | 343   |
| 4                 | Bozhidar Andreev (BUL)      | A     | 150           | 154           | 154           | Medalha de prata  | 180            | 184            | 190            | 7                 | 338   |
| 5                 | Masanori Miyamoto (JPN)     | B     | 145           | 150           | 155           | 6                 | 180            | 187            | 190            | 4                 | 337   |
| 6                 | Suttipong Jeeram (THA)      | A     | 148           | 148           | 151           | 5                 | 178            | 182            | 187            | 8                 | 333   |
| 7                 | Yuan Chengfei (CHN)         | A     | 150           | 156           | 156           | 7                 | 181            | 191            | 191            | 9                 | 331   |
| 8                 | Muhammed Furkan Özbek (TUR) | A     | 145           | 145           | 145           | 15                | 186            | 186            | 191            | 5                 | 331   |
| 9                 | Wei Yinting (CHN)           | A     | 150           | 155           | 156           | 8                 | 180            | 185            | 185            | 11                | 330   |
| 10                | Kakhi Asanidze (GEO)        | B     | 144           | 148           | 151           | 10                | 174            | 179            | 183            | 12                | 327   |
| 11                | Max Lang (GER)              | B     | 140           | 143           | 146           | 12                | 175            | 180            | 185            | 10                | 326   |
| 12                | Mitsunori Konnai (JPN)      | B     | 140           | 145           | 147           | 11                | 170            | 178            | 187            | 13                | 325   |
| 13                | Jorge Cárdenas (MEX)        | B     | 140           | 145           | 145           | 14                | 170            | 170            | 176            | 14                | 321   |
| 14                | Ritvars Suharevs (LAT)      | B     | 143           | 143           | 146           | 16                | 172            | 172            | 176            | 15                | 319   |
| 15                | Piotr Kudłaszyk (POL)       | B     | 134           | 137           | 139           | 21                | 171            | 174            | 170            | 16                | 311   |
| 16                | Samir Fardjallah (ALG)      | C     | 135           | 140           | 145           | 18                | 170            | 170            | 175            | 19                | 310   |
| 17                | Maksat Meredow (TKM)        | C     | 137           | 141           | 141           | 20                | 165            | 170            | —              | 17                | 307   |
| 18                | Jorge Hernández (HON)       | C     | 130           | 134           | 134           | 22                | 165            | 170            | 175            | 18                | 304   |
| 19                | Ahsaan Shabi (LBA)          | C     | 130           | 136           | 138           | 19                | 160            | 168            | 170            | 20                | 298   |
| 20                | Ditto Titus Ika (NRU)       | C     | 105           | 110           | 112           | 23                | 140            | 145            | 145            | 21                | 255   |
| 21                | Ibrahim Nsubuga (UGA)       | C     | 85            | 90            | 95            | 24                | 115            | 122            | 125            | 22                | 217   |
| —                 | Jeong Han-sol (KOR)         | A     | 145           | 145           | 146           | —                 | 185            | 191            | 191            | 6                 | —     |
| —                 | Briken Calja (ALB)          | A     | 150           | 150           | 154           | 9                 | 185            | —              | —              | —                 | —     |
| —                 | Julio Cedeño (DOM)          | B     | 140           | 145           | 149           | 13                | 172            | 172            | 172            | —                 | —     |
| —                 | Jacob Horst (USA)           | C     | 140           | 144           | 144           | 17                | 168            | 170            | 176            | —                 | —     |
| —                 | Mirko Zanni (ITA)           | A     | 150           | 151           | 153           | —                 | —              | —              | —              | —                 | —     |
| —                 | Bak Joo-hyo (KOR)           | A     | 148           | 148           | 149           | —                 | 186            | 188            | 191            | —                 | —     |
| —                 | Julio Mayora (VEN)          | A     | 148           | 150           | 153           | —                 | —              | —              | —              | —                 | —     |
| —                 | Ryan Grimsland (USA)        | B     | 138           | 138           | 139           | —                 | —              | —              | —              | —                 | —     |
| —                 | Nawaf Al-Mazyadi (KSA)      | C     | 135           | 135           | 136           | —                 | 165            | 165            | 165            | —                 | —     |
| —                 | Achinta Sheuli (IND)        | C     | DNS           | DNS           | DNS           | DNS               | DNS            | DNS            | DNS            | DNS               | —     |